# Руптура мокраћне бешике
Руптура мокраћне бешике релативно је ретко стање, које  најчешће настаје као последица повреде трбуха (абдомена) или карлице, али може бити спонтана или јатрогена у вези са хируршким или ендоскопским процедурама. Код одраслих, мокраћна бешика је добро заштићена унутар коштаних структура карлице, тако да, се велика већина руптура јавља након повреда мокраћне бешике као последица прелома карличних костију, посебно оних који захватају стидне гране. 
Руптура бешике у односу на трбушну марамицу (перитонеум) може се десити, ређе  у перитонеалном простору, а чешће у екстраперитонеалном простору. 
Некомпликоване екстраперитонеалне руптуре мокраћне бешике се често лече неоперативно помоћу Фолијевог катетера, док интраперитонеалне руптуре захтевају хируршку санацију. Хируршка санација повреда бешике може се обавити отвореном методом (ларотомијом) или лапароскопским техникама.

## Релевантна анатомија
Код одраслих, бешика се налази у предњем делу карлице и обавијена је екстраперитонеалним масним и везивним ткивом. Од пубичне симфизе је одвојен предњим превезикалним простором познатим као Рециусов простор. Купола бешике је прекривена перитонеумом, а врат бешике је фиксиран за суседне структуре рефлексијама карличне фасције као и правим лигаментима карлице.
Код мушкараца, врат бешике граничи са простатом, која је везана за пубис пубопростатичним лигаментима. Код жена, пубуретрални лигаменти подржавају врат бешике и уретру.
Тело мокраћне бешике добија подршку од урогениталне дијафрагме инфериорно и мишића запирача интернуса бочно. Горња фасција урогениталне дијафрагме је непрекидна и укључује карличну, обтураторну и ендопелвичну фасцију. Доња фасција урогениталне дијафрагме спаја се са Кулеовом фасцијом и наставља се као Скарпина фасција напред. Дартос мишић и фасција у скротуму, као и фасциа лата бутине су даљи наставак овог слоја.
Врста екстравазације (интраперитонеална или екстраперитонеална) од повреде бешике зависи од локације лацерације и њеног односа са перитонеалном рефлексијом, на следећи начин:
- Ако је перфорација изнад перитонеалне рефлексије, на куполи мокраћне бешике, екстравазација је интраперитонеална

- Ако је повреда испод перитонеалне рефлексије, а не на куполи мокраћне бешике, екстравазација је екстраперитонеална

Са антеросупериорном перфорацијом, екстравазација урина може бити интраперитонеална, екстраперитонеална (Ретзиусов простор) или обоје. Ако је суза постеросупериорна, течност се може ширити интраперитонеално и ретроперитонеално. Код руптуре мокраћне бешике, горња фасција урогениталне дијафрагме, када је нетакнута, спречава екстравазирану мокраћу да изађе из карлице, док доња фасција урогениталне дијафрагме, када је нетакнута, спречава да уринарни екстравазат тече у перинеум.

## Етиологија

### Руптура изазвана повредом или дистензијом
Повреде трбуха и карлице обично изазивају и руптуру мокраћне бешике преломом костију карлице (који могу изазвати перфорацију бешике) или дистензијом беђике изазване траумом.. Око 10% пацијената са преломом карлице такође има значајну руптуру бешике.   
Склоност мокраћне бешике да задобије руптуру је често повезана и са њеним степеном дистензије (растезања) у време трауме. Када је бешика пуна мокраћом, туп ударац у трбух (као код ударца тупим предметом или ногом), може да изазове пуцање бешике. Један од примера је и пукнућа бешике код деце која су ударена фудбалском лоптом у стомак док су се бавила спортом.  

### Пенетраирајућа повреда
И пуцањ из ватреног оружја и убод су примери продорне трауме мокраћне бешике. Често, ови пацијенти имају истовремене повреде и других абдоминалних и/или карличних органа.

### Јатрогена повреда
Јатрогена повреда мокраћне бежике означи рупруру проузроковану медицинским третманом или пропустом било ког здравственог радника у процесу лечења болесника.

#### Порођајем изазвана руптура
Током продуженог порођаја или отежаног порођаја клештама, упоран притисак главе фетуса на пубис мајке може довести до некрозом изазване руптуре мокраћне бешике. 
Директна лацерација мокраћне бешике пријављена је код 0,3% жена које су подвргнуте порођају царским резом. Претходни порођаји царским резом са насталим адхезијама представљају фактор ризика за такве случајеве, јер ожиљци могу уништити нормалне равни ткива. 
Непрепознате повреде бешике код трудница могу довести до везикоутериних фистула и других проблема.

#### Гинеколошка повреда
Руптура бешике може настати током вагиналне или абдоминалне хистеректомије. Слепа дисекција у нетачној равни ткива између базе бешике и цервикалне фасције је генерално маневар који је укључен у руптуру бешике у таквим случајевима.

#### Уролошка повреда
Перфорације бешике током биопсије бешике, цистолитолапаксије, трансуретралне ресекције простате (ТУРП) или трансуретралне ресекције тумора бешике (ТУРТБ) нису ретке. Инциденција перфорације бешике са биопсијом бешике је наводно чак и до 36%.

#### Ортопедска повреда
Ортопедски инструменти могу лако да перфорирају мокраћну бешику, посебно током унутрашње фиксације прелома карлице. Поред тога, током постављања цементних супстанци које се користе за стабилизацију артропластичне протетике могу довести до термичких повреда мокраћне бешике.

### Идиопатска руптура бешике
Пацијенти са дијагнозом алкохолизма и појединци који хронично уносе велику количину течности подложни су идиопатској руптури мокраћне бешике. 
Претходна операција мокраћне бешике је такође фактор ризика за ове пацијенте, пошто су подручја ожиљака на мокраћној бешици ослабљена и склона руптури. У пријављеним случајевима, све ове руптуре бешике биле су интраперитонеалне, настале као комбинација пренапрегнутости бешике и мање спољашње трауме, као што је нпр она услед мањег спотицања или пада.

## Клиничка слика
Код већине пацијената са руптуром мокраћне бешике симптоми и знаци узроковани повредом мокраћне бешике могу укључивати:
- супрапубични бол,

- немогућност пражњења мокраће,
- хематурија,
- надутост трбуха,
- хиповолемијски шок (услед крварења),
- азотемија,
- перитонеални знаци (у случају интраперитонеалне руптуре).[4]

Руптурпм мокраћне бешике скоро увек су присутна са преломом карлице и великом хематуријом.
Повреде бешике које се јављају током операције (јатрогене) обично се идентификују интраоперативно. Налази могу укључивати екстравазацију мокраће, нагло појачано крварење, појаву катетера бешике у рани а, током лапароскопије, дистенцију мокраћне дренажне врећице гасом.

## Дијагноза
Симптоми и знаци који указују на руптуру бешике су често суптилни или неспецифични; стога, дијагноза захтева висок ниво сумње. Када пацијенти имају симптоме уринарног тракта и болове у стомаку који указују на перитонитис, треба узети у обзир могућност руптуре мокраћне бешике, посебно код оних са историјом болести мокраћне бешике.  
Дијагноза се поставља на основу анамнезе, физичког прегледа, радиографских налаза (нпр. код сумње на прелом карлице) и лабораториских налаза код присуства хематурије (претежно масивне). 
Радиографија
Потврда дијагнозе је ретроградна цистографија уз употребу најмање 300 мЛ разблаженог контраста за директно пуњење бешике. Могу се користити обични рендгенски снимци или компјутеризована томографија (која пружа додатну предност у процени истовремених интраабдоминалних повреда и прелома карлице).
Дренажну цистографију треба урадити само када се користе класични рендгенски зраци. Ако се сумња на поремећај уретре код мушкарца, треба урадити и уретрографију пре уметања уретралног катетера.
| Место повреде                     | Налаз |
| --------------------------------- | --- |
| Субсерозна руптура бешике         | Елиптични слојеви контраста виде се унутар зида бешике дубоко до серозног слоја. Контраст остаје ограничен на зид бешике и лумена. Пошто контраст има већи потенцијални простор за дисперзију, чини се да је контраст мање концентрисан од оног који се види код екстраперитонеалне руптуре. |
| Интраперитонеална руптура бешике  | Контраст ће бити присутан унутар перитонеалне шупљине, у параколичним олуцима и између петљи танког црева. Обично ће дефект бити видљив у куполи мокраћне бешике. Пошто контраст има већи потенцијални простор за дисперзију, чини се да је контраст мање концентрисан од оног који се види код екстраперитонеалне руптуре. |
| Екстраперитонеална руптура бешике | Контраст ће бити присутан у екстраперитонеалним просторима који окружују бешику, обично пругасти док се сецира дуж фасцијалних равни, и гушћи него што се види код интраперитонеалне руптуре. Типична локација је на бази бешике антеролатерално. Екстраперитонеална руптура је обично повезана са преломима карлице. Механизам може бити последица директне пункције зида мокраћне бешике или силе смицања пошто је карлица преломљена. Код једноставне екстраперитонеалне руптуре, контраст је ограничен на превезикални простор. Знак моларног зуба описује облик контраста који оцртава овај простор око бешике. Комплексна екстраперитонеална руптура описује проширење екстралуминалног контраста на бутину, скротум или перинеум. |
| Комбинована руптура бешике        | Показаће мешовите карактеристике интраперитонеалне и екстраперитонеалне руптуре. |

Ректални преглед
Ректални преглед треба да се уради код свих пацијената са тупим или продорним механичким повредама да би се проценило врста крварења, што може да указује на истовремену повреду црева.  
Гинеколошки преглед
Пацијенткиње са руптуром бешике требало би да се подвргну темељном прегледу карлице како би се проценила евентуална повреда роднице.

## Терапија
Конзервативно (неопераривно) лечење се препоручује пацијентима без тешких инфекција, крварења или већих повреда. Принципи конзервативног лечења су адекватна дренажа мокраће катетером и антибиотска терапија. Већина екстраперитонеалних руптура може се лечити конзервативно само дренажним катетером под условом да се мокраћа слободно одводи, а врат бешике, ректум и родница нису захваћени.
Са захваћеношћу врата мокраћне бешике, потребно је хируршко испитивање и корекција да би се ограничила вероватноћа инконтиненције. 
Хируршко лечење је индиковано и у случајевима упорне велике хематурије, задржавања угрушака или истовремене повреде ректума или роднице. 
Све продорне повреде бешике и интраперитонеалне руптуре услед тупе трауме захтевају хируршко истраживање. У том циљу може се применити лапароскопска хирургија код пацијената са дефинитивном интраперитонеалном руптуром без тешке абдоминалне инфекције и других повреда органа.
Већина повреда бешике које се јављају током операције се одмах идентификују и поправљају интраоперативно. 

## Компликације
Компликације руптуре мокраћне бешике укључују:
- инфекцију (укључујући сепсу),
- упорну хематурију,
- уринарни асцитес (слободни урин у перитонеалној шупљини изазван интраперитонеалном руптуром),
- акутну повреду бубрега,
- формирање фистуле,
- уринарну инконтиненцију
- нестабилност мокраћне бешике.

## Ппрогноза
Смртност пацијената са руптуром молражне бешике након спољашње трауме износи приближити 20%, више због истовремених повреда трбушних органа, а мање због повреде само мокраћне бешике.